# Arthur Edeson
Arthur Edeson (Brooklyn, 5 ottobre 1891 – Agoura Hills, 14 febbraio 1970) è stato un direttore della fotografia statunitense.

## Biografia
Attivo fin dal periodo del cinema muto,  partecipò a pellicole che definirono interi generi, quali I tre moschettieri (1921), Robin Hood (1922),  Il ladro di Bagdad (1924) e Il mondo perduto (1925).
La sua attività si estese anche nell'epoca d'oro del cinema hollywoodiano, contribuendo alla definizione di atmosfere di film culto quali La tragedia del Bounty (1935), Il mistero del falco (1941) e Casablanca (1942); è inoltre ricordato per il fondamentale lavoro su 3 delle 4 pellicole horror di James Whale nei primi anni trenta: Frankenstein (1931), Il castello maledetto (1932) e L'uomo invisibile (1933).
Candidato per 3 volte all'Oscar per la fotografia, fu uno dei membri fondatori dell'American Society of Cinematographers (A.S.C.) nel 1919; fu inoltre presidente della stessa A.S.C. nel biennio 1953-1954.

## Filmografia parziale

### Direttore della fotografia
- The Dollar Mark, regia di O.A.C. Lund (1914)
- A Gentleman from Mississippi, regia di George L. Sargent (1914)
- Hearts in Exile, regia di James Young (1915)
- The Master Hand, regia di Harley Knoles (1915)
- The Devil's Toy, regia di Harley Knoles (1916)
- His Brother's Wife, regia di Harley Knoles (1916)
- Miss Petticoats, regia di Harley Knoles (1916)
- The Gilded Cage, regia di Harley Knoles (1916)
- Bought and Paid For, regia di Harley Knoles (1916)
- A Woman Alone, regia di Harry Davenport (1917)
- A Square Deal, regia di Harley Knoles (1917)
- The Social Leper, regia di Harley Knoles (1917)
- The Page Mystery, regia di Harley Knoles (1917)
- Come divenni deputato (In Again, Out Again), regia di John Emerson (1917)
- The Stolen Paradise, regia di Harley Knoles (1917)
- The Price of Pride, regia di Harley Knoles (1917)
- Fiamme sul mare (Souls Adrift), regia di Harley Knoles (1917)
- Baby Mine, regia di Hugo Ballin e John S. Robertson (1917)
- Nearly Married, regia di Chester Withey (1917)
- Jack Spurlock, Prodigal, regia di Carl Harbaugh (1918)
- The Savage Woman, regia di Edmund Mortimer e, non accreditato, Robert G. Vignola (1918)
- The Road Through the Dark, regia di Edmund Mortimer (1918)
- Cheating Cheaters, regia di Allan Dwan (1919)
- The Hushed Hour
- The Better Wife, regia di William P.S. Earle (1919)
- Eyes of Youth, regia di Albert Parker (1919)
- The Forbidden Woman, regia di Harry Garson (1920)
- For the Soul of Rafael, regia di Harry Garson (1920)
- Mid-Channel, regia di Harry Garson (1920)
- Hush, regia di Harry Garson (1921)
- Good Women
- I tre moschettieri (The Three Musketeers), regia di Fred Niblo (1921)
- The Worldly Madonna, regia di Harry Garson (1922)
- Robin Hood, regia di Allan Dwan (1922)
- The End of the World, regia di Harvey G. Matherson (1922)
- Il ladro di Bagdad (The Thief of Bagdad), regia di Raoul Walsh (1924)
- Inez from Hollywood
- Il mondo perduto (The Lost World), regia di Harry Hoyt (1925)
- La fine del mondo (Waking Up the Town), regia di James Cruze (1925)
- One Way Street, regia di John Francis Dillon (1925)
- The Talker, regia di Alfred E. Green (1925)
- Her Sister from Paris
- Stella Dallas, regia di Henry King (1925)
- Partners Again
- The Bat, regia di Roland West (1926)
- Sweet Daddies
- Subway Sadie
- L'aquila azzurra (The Blue Eagle), regia di John Ford (1926)
- Just Another Blonde, regia di Alfred Santell (1926)
- McFadden's Flats, regia di Richard Wallace (1927)
- Ferro e fuoco (The Patent Leather Kid), regia di Alfred Santell (1927)
- L'atleta innamorato (The Drop Kick), regia di Millard Webb (1927)
- The Gorilla, regia di Alfred Santell (1927)
- Thief in the Dark, regia di Albert Ray (1928)
- Mondo senza luce (Me, Gangster), regia di Raoul Walsh (1928)
- Notte di tradimento (In Old Arizona), regia di Irving Cummings e Raoul Walsh (1928)
- Lo scorpione (Girls Gone Wild), regia di Lewis Seiler (1929)
- I due rivali (The Cock-Eyed World), regia di Raoul Walsh (1929)
- Manuelita (Romance of the Rio Grande), regia di Alfred Santell (1929)
- All'ovest niente di nuovo (All Quiet on the Western Front), regia di Lewis Milestone (1930)
- Il grande sentiero (The Big Trail), regia di Raoul Walsh (1930)
- Frankenstein, regia di James Whale (1931)
- Fiamme di gelosia (Doctors' Wives), regia di Frank Borzage (1931)
- La donna che non si deve amare (Waterloo Bridge), regia di James Whale (1931)
- Lo schiaffo (Red Dust), regia di Victor Fleming  (1932)
- Il castello maledetto (The Old Dark House), regia di James Whale (1932)
- L'uomo invisibile (The Invisible Man), regia di James Whale (1933)
- A Study in Scarlet, regia di Edwin L. Marin (1933)
- His Double Life, regia di Arthur Hopkins (1933)
- Palooka, regia di Benjamin Stoloff (1934)
- Marinai all'erta (Here Comes the Navy), regia di Lloyd Bacon (1934)
- La tragedia del Bounty (Mutiny on the Bounty), regia di Frank Lloyd (1935)
- Satan Met a Lady, regia di William Dieterle (1936)
- Brume (Ceiling Zero), regia di Howard Hawks (1936)
- Amore in otto lezioni (Gold Diggers of 1937), regia di Lloyd Bacon (1936)
- Mogli di lusso (The Golden Arrow), regia di Alfred E. Green (1936)
- Vendetta (They Won't Forget), regia di Mervyn LeRoy (1937)
- Sottomarino D1 (Submarine D 1), regia di Lloyd Bacon (1937)
- Il gigante biondo (The Kid Comes Back), regia di B. Reeves Eason (1938)
- No Place to Go, regia di Terry O. Morse (come Terry Morse) (1939)
- Morire all'alba (Each Dawn I Die), regia di William Keighley (1939)
- Strada maestra (They Drive by Night), regia di Raoul Walsh (1940)
- Il mistero del falco (The Maltese Falcon), regia di John Huston (1941)
- Casablanca, regia di Michael Curtiz (1942)
- L'uomo questo dominatore (The Male Animal), regia di Elliott Nugent (1942)
- Agguato ai tropici (Across the Pacific), regia di John Huston (1942)
- I cospiratori (The Conspirators), regia di Jean Negulesco (1944)
- La maschera di Dimitrios (The Mask of Dimitrios), regia di Jean Negulesco (1944)
- L'idolo cinese (Three Strangers), regia di Jean Negulesco (1946)

### Aiuto regista
- The Master Hand, regia di Harley Knoles (1915)